# Zidzs

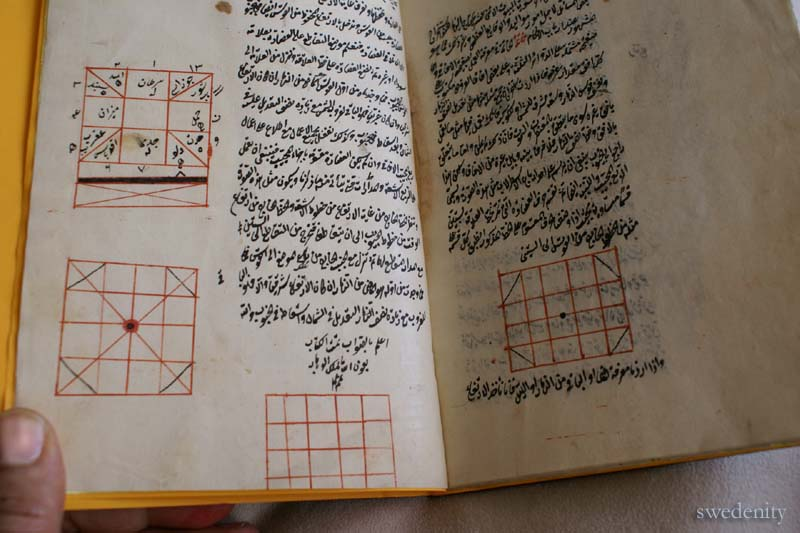
Naszír ad-Dín Túszí perzsa csillagász az asztrolábium használatát ismertető, arab nyelvű könyvének részlete

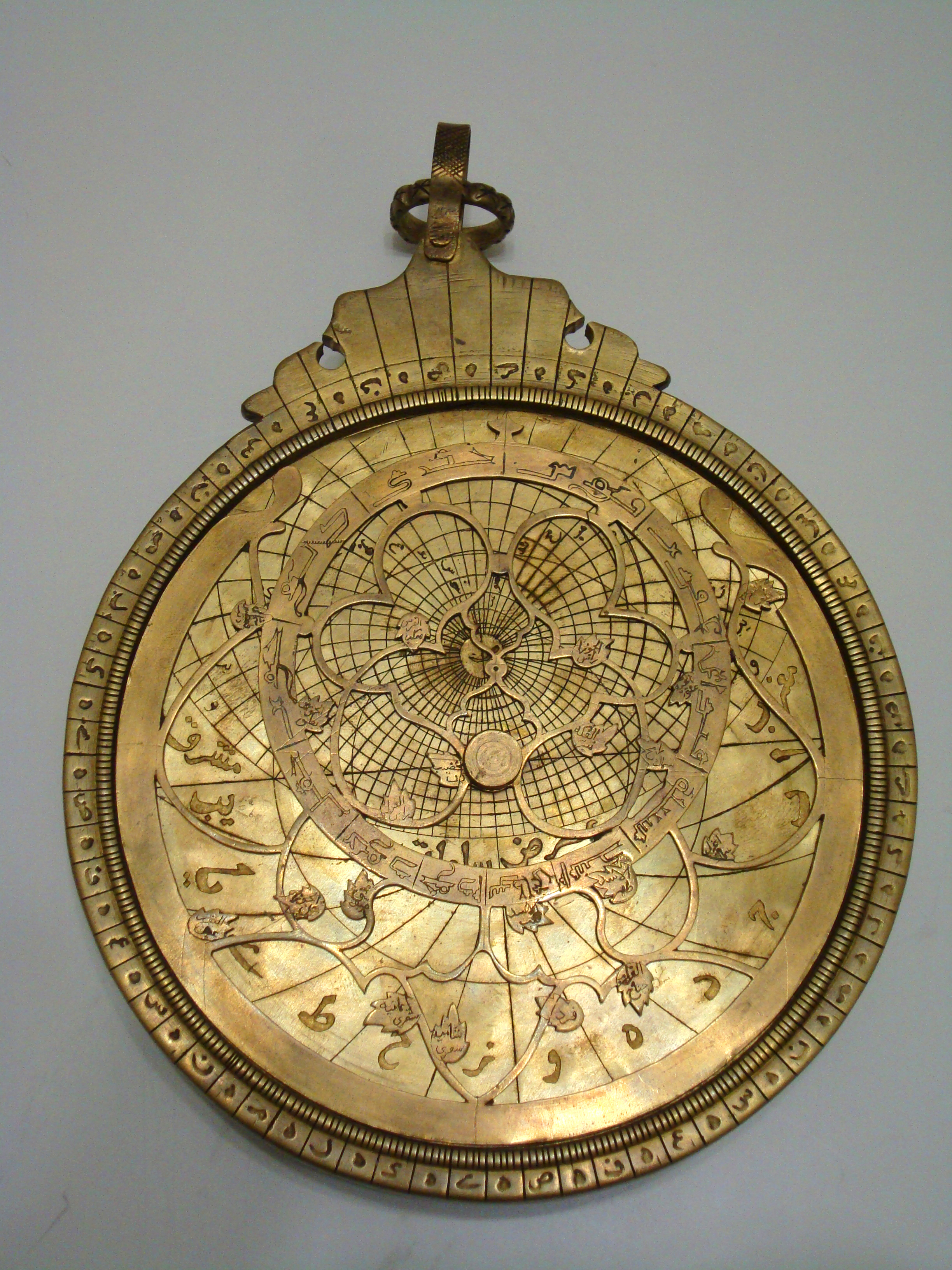
Rézből készült perzsa asztrolábium (az egyik olyan eszköz, amivel a csillagászati megfigyeléseket végezték)

A zidzs (perzsául: زيج)  a középkori iszlám csillagászati könyvekben a csillagászati paramétereket és számításokat megadó listák általános elnevezése. Ilyenekkel adták meg például a csillagok, a Nap, a Hold és a bolygók pozícióit. A megnevezés a közép-perzsa zih vagy zīg szóból ered, jelentése: „zsineg”. Úgy gondolják, ez onnan ered, hogy a táblázatok adatainak megjelenése hasonlított a szövésnél kialakuló sorokhoz és oszlopokhoz. A későbbiekben egyes táblázatok a qānūn nevet kapták, a görög κανών szó nyomán. Egyes korai táblázatok az indiai planetáris csillagászattól vették át az adataikat, és az iszlám előtti Szászánida Birodalomban használt modellektől. A zidzsek adatainak többsége a geocentrikus világkép alkalmazását tükrözi. Néhány zidzs saját megfigyelések adatait tartalmazza, de többségük csak a megfigyelési pont földrajzi hosszúságának vagy az eltérő dátumnak megfelelő korrekciókat használ. A legtöbb zidzs követi a korábbról ismert elméletet, de az adatok ugyanakkor tökéletesebb trigonometriai, számítási és megfigyelési eljárásokat tükröznek.
Az első zidzsek tartalma Klaudiosz Ptolemaiosz egyiptomi csillagász al-Qānūn néven ismert munkáján alapult. Ilyen volt a Szászánida Birodalom idején, Perzsiában összeállított Zidzs-i sah, továbbá Árjabhata és Brahmagupta indiai csillagászok munkája is.
Az iszlám tudósok munkái ennél bővebben voltak, általában tartalmaztak időrendet, földrajzi szélességi és hosszúsági adatokat, csillagok táblázatait, trigonometriai számítások leírását, szférikus csillagászati számításokat, az időegyenletet, a bolygók mozgásának leírását, fedések és fogyatkozások leírását, az újhold láthatóságát, iszlám asztrológiai számításokat, és olyan csillagászati számításokat, amik a geocentrikus modellben lévő epiciklusokat alkalmaz. Néhány zidzs még ezen a célkitűzésen is túlmegy, és a táblázatokban lévő adatok megfigyelésének elméleti hátterét is ismerteti.
Az i. sz. 8. századtól a 15. századig mintegy 200 különböző zidzs keletkezett. A listák létrehozásának legnagyobb központja Bagdad volt az Abbászida Kalifátus idején, a 9. században, továbbá a Maragheh-i obszervatórium (13. század), a Szamarkandi obszervatórium (15. század), és az Isztambuli obszervatórium (Taqi al-Din, 16. század).
Indiában, a 16. és 18. század között legalább 100 további zidzs jött létre. A legismertebb indiai zidzsek egyike a Zidzsi Muhammad Sahi, amit a Dzsantar Mantar obszervatóriumban állítottak össze. A lista érdekessége, hogy a megfigyelésekhez már távcsövet használtak. Az utolsó ismert zidzs a Zidzsi Bahadurkhani, amit 1838-ban készített Ghulam Husszain Dzsaunpuri (1760–1862) indiai csillagász. Az összeállítás ötvözi a heliocentrikus világképet a zidzs hagyományokkal.

## Ismertebb zidzsek listája
(cím, szerző, évszám)
- Az-Zīdzs ‛alā Szinī al-‛Arab — Ibrahim al-Fazari (megh. 777) és Muhammad al-Fazari (megh. 796/806)
- Az-Zīdzs al-Mahlul min asz-Szindhind li-Daradzsat Daradzsa — Yaqūb ibn Tāriq (megh. 796)
- Zīdzs al-Szindhind — Muhammad ibn Músza l-Hvárizmi (c. 780-850)
- Az-Zidzs asz-Szabi — Muhammad ibn Dzsābir al-Harrānī al-Battānī (Albatenius) (853-929)
- Zidzs al-Szafa'ih („Az asztrolábium korongjainak táblázata”) — Abū Dzsa'far al-Khāzin (900-971)
- Az állócsillagok könyve (964) — Abd al-Rahman asz-Szufi (Azophi) (903-986)
- Zidzs al-Kabir al-Hakimi — Ibn Yunus (c. 950-1009)
- Az-Zīdzs al-Dzsamī wal-Baligh — Kusjar ibn Labban (971-1029)
- Almanach (1088) — Abu Iszhák Ibráhím ibn Jahja az-Zarkáli (Azarqueil) (1028–1087)
- Toledói táblázatok — Abū Ishāq Ibrāhīm al-Zarqālī (Azarqueil) munkái felhasználásával (1028–1087)
- Az-Zīdzs Asz-Szandzsarī — al-Khazini (1115-1130)
- Zidzsi Ilkhani — Naszīr al-Dīn al-Tūszī (1201–1274)
- Khaqani Zidzs — Dzsamsīd al-Kāsī (1380–1429)
- Zidzsi-Szultani (1437) — Ulug bég (1393–1449)
- Megunhatatlan gyöngy (1579–1580) — Taqi al-Din Muhammad ibn Ma'ruf (1526–1585)
- Zidzsi Muhammad Sahi — Dzsai Szingh II (Amber) (1688–1743)
- Zidzsi Bahadurkhani (1838) — Ghulam Husszain Dzsaunpuri (1760–1862)